# Ophion scutellaris
Ophion scutellaris är en stekelart som beskrevs av Thomson 1888. Ophion scutellaris ingår i släktet Ophion och familjen brokparasitsteklar. Arten är reproducerande i Sverige. Inga underarter finns listade i Catalogue of Life.